# Kihnu väin
Kihnu väin (Kynö sund) är ett sund utanför Estland sydvästkust. Det ligger i landskapet Pärnumaa, 140 km söder om huvudstaden Tallinn och i Rigabuktens norra del. Sundet skiljer Kynö (estniska: Kihnu) från Mannö (Manilaid), den senare ligger strax utanför udden Torila ots på estländska fastlandet.